# Gijs Brouwer
Gijs Brouwer (ur. 14 marca 1996 w Houston) – holenderski tenisista.

## Kariera tenisowa
W karierze zwyciężył w dwóch deblowych turniejach cyklu ATP Challenger Tour. Ponadto wygrał pięć singlowych oraz dziewięć deblowych turniejów rangi ITF.
W 2022 roku podczas US Open zadebiutował w wielkoszlemowym turnieju głównym w grze pojedynczej. Po wygraniu trzech meczów w kwalifikacjach w pierwszej rundzie pokonał Adriana Mannarino, a następnie przegrał z Lorenzo Musettim.
W rankingu gry pojedynczej najwyżej był na 114. miejscu (27 lutego 2023), a w klasyfikacji gry podwójnej na 148. pozycji (22 sierpnia 2022).

### Zwycięstwa w turniejach ATP Challenger Tour

#### Gra podwójna
| Końcowy wynik | Nr | Data              | Turniej         | Nawierzchnia | Partner            | Przeciwnicy                                 | Wynik finału   |
| ------------- | -- | ----------------- | --------------- | ------------ | ------------------ | ------------------------------------------- | -------------- |
| Zwycięzca     | 1. | 28 listopada 2021 | Puerto Vallarta | Twarda       | Reese Stalder      | Hans Hach Verdugo Miguel Ángel Reyes-Varela | 6:4, 6:4       |
| Zwycięzca     | 2. | 24 kwietnia 2022  | Tallahassee     | Ceglana      | Christian Harrison | Diego Hidalgo Cristian Rodríguez            | 4:6, 7:5, 10–6 |